# Djibraïl Nazare-Aga
Djibraïl Nazare-Aga était un des pilotes perses (naturalisé français en 1922) de la Légion Étrangère de France pendant la Première Guerre Mondiale, engagé volontaire à l'âge de 16 ans. Son oncle Kharaman Khan Nazare-Aga et son cousin François Soleyman Nazare-Aga ont également rejoint le front et la force aérienne, respectivement pendant la guerre.
Il est né à Paris le 9 Septembre 1898 à l'Ambassade du Royaume de Perse à Paris, d'Ardachir Nazare-Aga et Wanda Nazare-Aga, née Galezowska. Il est décédé le 28 janvier 1998 à Paris et enterré au cimetière Père-Lachaise à Paris.

## Carrière militaire
Le 19 Avril 1919, il est nommé Chevalier de la Légion d'Honneur. Décoré de la Croix de Guerre avec quatre citations, il en obtient deux à l'ordre de l'armée à la suite de deux victoires aériennes.

### Première Guerre Mondiale
Le 2 Août 1914, peu de temps après la déclaration de la Première Guerre Mondiale, il s'engage à la Légion Étrangère en tant que volontaire pour l'aviation. C'est à Ambérieu le 26 janvier 1917 qu'il devient breveté pilote d'avion N˚5262, sur un Voisin muni d'un moteur Canton-Unné 130 CV de Salmson. Il s'entraîne à Avord, Miramas et Plessis-Belleville,.
Il devient Caporal le 15 février 1917 et est affecté au 2ème Groupement d'Aviation, au sein duquel il est nommé Sergent. Il vole sur Bréguet XIV B2, un bombardier biplace d'invention récente à l'époque, et le meilleur bombardier de la Première Guerre, qui deviendra ensuite l'avion-roi de l'Aéropostale. Il est affecté en Septembre 1917 à l'Escadrille Sopwith 66 du Groupe de Bombardement I, en tant que Sergent.
Djibraïl Nazare-Aga obtient sa première victoire au cours de son deuxième combat aérien le 22 décembre 1917. À ce moment-là, le Groupe de Bombardement 1 est engagé dans une mission de bombardement de villes allemandes depuis le secteur des Vosges. Attaqué par 7 Fokker, le bombardier Sergent Boudier a réussi à descendre un ennemi avant leur retour à la base. Cependant, l'avion était tellement endommagé par les balles qu'il a été retiré. Boudier perd la vie peu après dans une autre opération aérienne.

### Grades successifs[5]
- Sous-lieutenant à Titre Temporaire en 1918
- Sous-lieutenant de réserve en 1919
- Lieutenant de réserve en 1923
- Capitaine de réserve en 1935
- Commandant de réserve en 1947